# 1510 en littérature
| Années de la littérature : 1507 - 1508 - 1509 - 1510 - 1511 - 1512 - 1513    |
| Décennies de la littérature : 1480 - 1490 - 1500 - 1510 - 1520 - 1530 - 1540 |

Cet article présente les faits marquants de l'année 1510 en littérature.

## Événements
- 8 avril : lettre de Johannes Trithemius à Cornelius Agrippa qui acte la date de la composition du De occulta philosophia (« De la philosophie occulte »), traité publié à Cologne en 1533[1].

## Parutions
- 31 juillet : Las sergas de Esplandián  de Garci Rodríguez de Montalvo, est publié à Séville par Jacobo Cromberger (es)[2].

- Publication posthume de De cardinalatu, traité sur le cardinalat de Paolo Cortesi[3].

## Naissances
- Andrea Calmo, dramaturge vénitien († 1571).
- Martynas Mažvydas, auteur et éditeur du premier livre en langue lituanienne († 1563).

## Décès
- Guillaume Coquillart, poète français (° vers 1450).
- Paolo Cortesi, écrivain humaniste italien.